# 織笠るみ
織笠 るみ（おりかさ るみ、1989年6月3日 - ）は、日本のAV女優。

## 略歴
2017年2月、アイデアポケットの専属女優「雫（しずく）」としてAVデビュー。11作品に出演し活動を休止。
2018年8月、KANBiの専属女優「織笠るみ」として再デビュー。
2019年7月よりアタッカーズの専属女優となる。
2020年2月を最後に新作の発売がなくなっている。

## 人物
東京都出身。
趣味・特技は、料理・運動する事。
友人と遊んでいる時にナンパされた相手と後に仲良くなりAV女優という仕事があると紹介され、あまり乗り気ではなかったが一度きりの人生で若い内しかできず、きらきらした感じに憧れもあもったことからAV女優となった。だだ、バレるのが嫌で「単体女優」ではなく「企画女優」を希望した。なお、ナンパされた時に一緒だった友人もAV女優（企画女優）になった。

## 出演作品

### アダルトDVD
2017年
- 新人 FIRST IMPRESSION 112 大潮爆噴射!極上テクの持ち主!セックスの申し娘AVデビュー 【シロウト時代のテストハメ撮り映像収録】（2月19日、アイデアポケット）
- セックスの申し娘 爆裂大潮噴き絶頂4本番+一撃スマッシュ特濃顔射フェラ 3時間SPECIAL! 初3Pもあるよ♡（4月1日、アイデアポケット）
- 見つめ合って感じ合う情熱SEX 【容赦ない激交編】（5月1日、アイデアポケット）
- 丸呑みヨダレだだ溢れ激吸引フェラと 獣的濃厚な接吻とセックス（5月25日、アイデアポケット）
- エロ痴女ナースは口内射精がお好き 過激で刺激的凄絶な淫交テク 炸裂!（7月1日、アイデアポケット）
- デリバリーSEX あなたの自宅に雫をお届けします ノーパンで!全裸で!セックスの申し娘が自由奔放に突撃!（8月1日、アイデアポケット）
- 即尺!即跨りお姉さんの過激な ゴージャスオナニーサポート 全編主観!驚異の飛距離連発の大潮爆噴射!（8月19日、アイデアポケット）
- 監禁調教の果て… ドMに墜ちた美人令嬢（10月7日、アイデアポケット）
- 彼に内緒でおこしてしまった過ちを告白します… 知られざる妻のイキ狂い潮爆噴射NTR（11月1日、アイデアポケット）
- アナル皺見せつけ極上焦らしFUCK（12月1日、アイデアポケット）
- 暴発!暴射! ペニス昇天 超鬼畜Wマスターテクニシャン（12月13日、アイデアポケット）

2018年
- KANBi専属出演第1弾! 旦那を忘れる程汗だく汁だくで絡み合う 濃厚接吻 性交3本番（8月31日、KANBi）
- 恥辱で濡れゆく背徳のランジェリー 〜義息に犯される新婚生活〜（9月28日、KANBi）
- 禁断の人妻中出しソープ 〜ソープランドに堕ちた美人妻〜 （10月26日、KANBi）
- 息子の同級生に廻された人妻 〜無限性欲の捌け口になった美人妻〜（11月30日、KANBi）
- 絡み付く愛液、理性崩壊中出し、汗だく性交。 vol.01（12月28日、KANBi）

2019年
- 孕ませ不倫温泉 【連続絶頂】生中出し一泊二日旅行（2月8日、KANBi）
- 抱かれたくない男にトチ狂うほどに中出しされて… 密室調教ドキュメント（3月8日、KANBi）
- あなた、許して…。 ―見透かされた想い2―（7月7日、アタッカーズ）
- オフィスレディの湿ったパンスト（8月7日、アタッカーズ）
- 秘密捜査官 コードネーム・カナリアの最後（9月7日、アタッカーズ）
- もう、滅茶苦茶になっちゃえ。 実妹の罠（10月7日、アタッカーズ）
- 恥辱の淫汁 バイオフローディング 人体実験ラボ・異常性欲者にされた女研究者の潮吹きイキ地獄（11月7日、アタッカーズ）
- 笑顔に隠された悲姦 女子アナ裏接待（12月7日、アタッカーズ）

2020年
- 堕とし屋（2月7日、アタッカーズ）
- 織笠るみ 完全コンプリートBEST 8時間（2月7日、KANBi）※ベスト盤

### アダルトサイト
- ラグジュTV 995（2018年9月5日、ラグジュTV）※「志田夏美」名義